# Campitello
Campitello (en corso Campitellu) es una comuna y población de Francia, en la región de Córcega, departamento de Alta Córcega.
Su población en el censo de 2008 era de 102 habitantes.

## Demografía
| 125 | 143 | 119 | 102 | 91 | 103 |
| Para los censos de 1962 a 1999 la población legal corresponde a la población sin duplicidades (Fuente: INSEE [Consultar]) |     |     |     |    |     |

## Imágenes

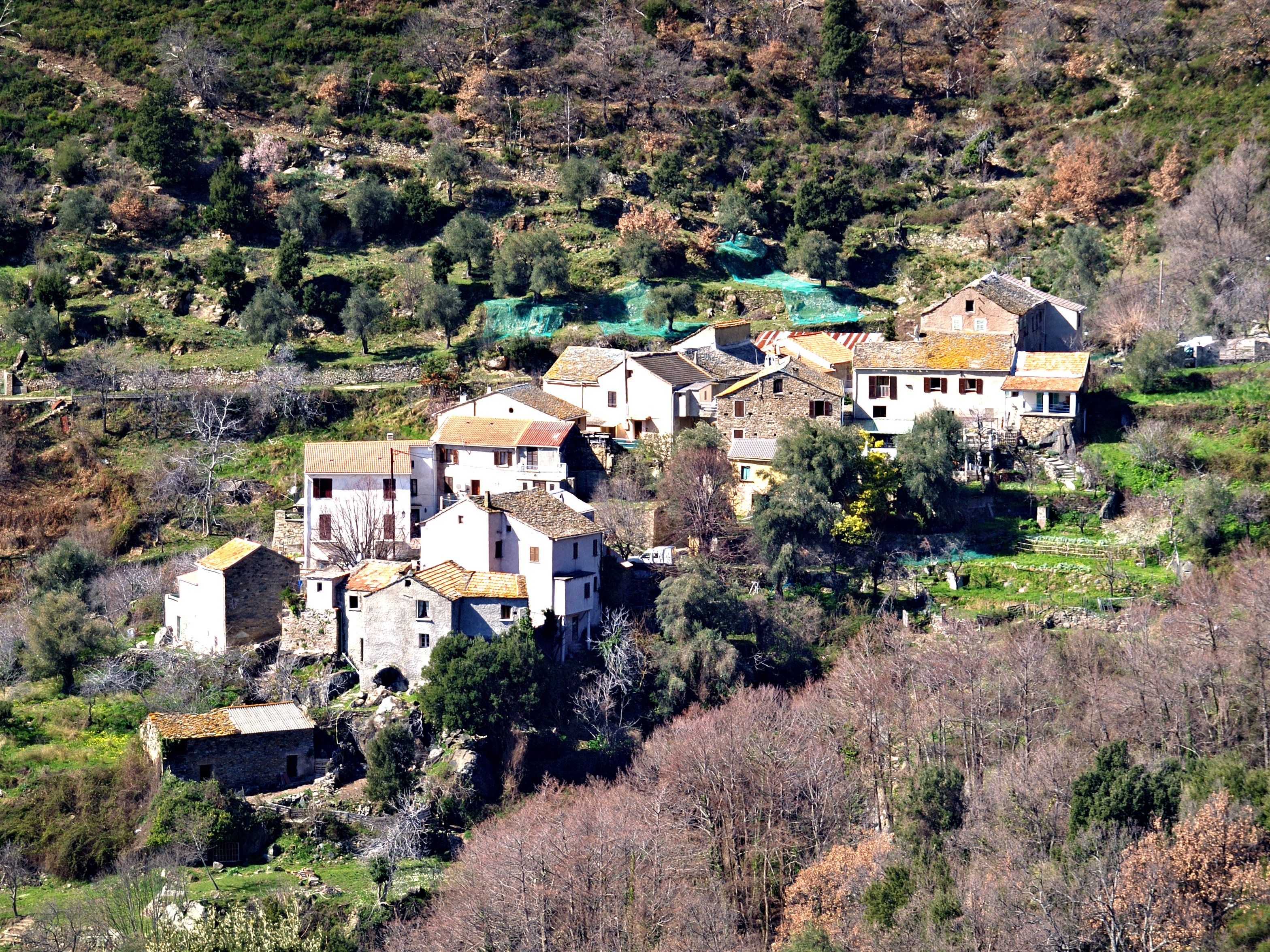
Campitello.
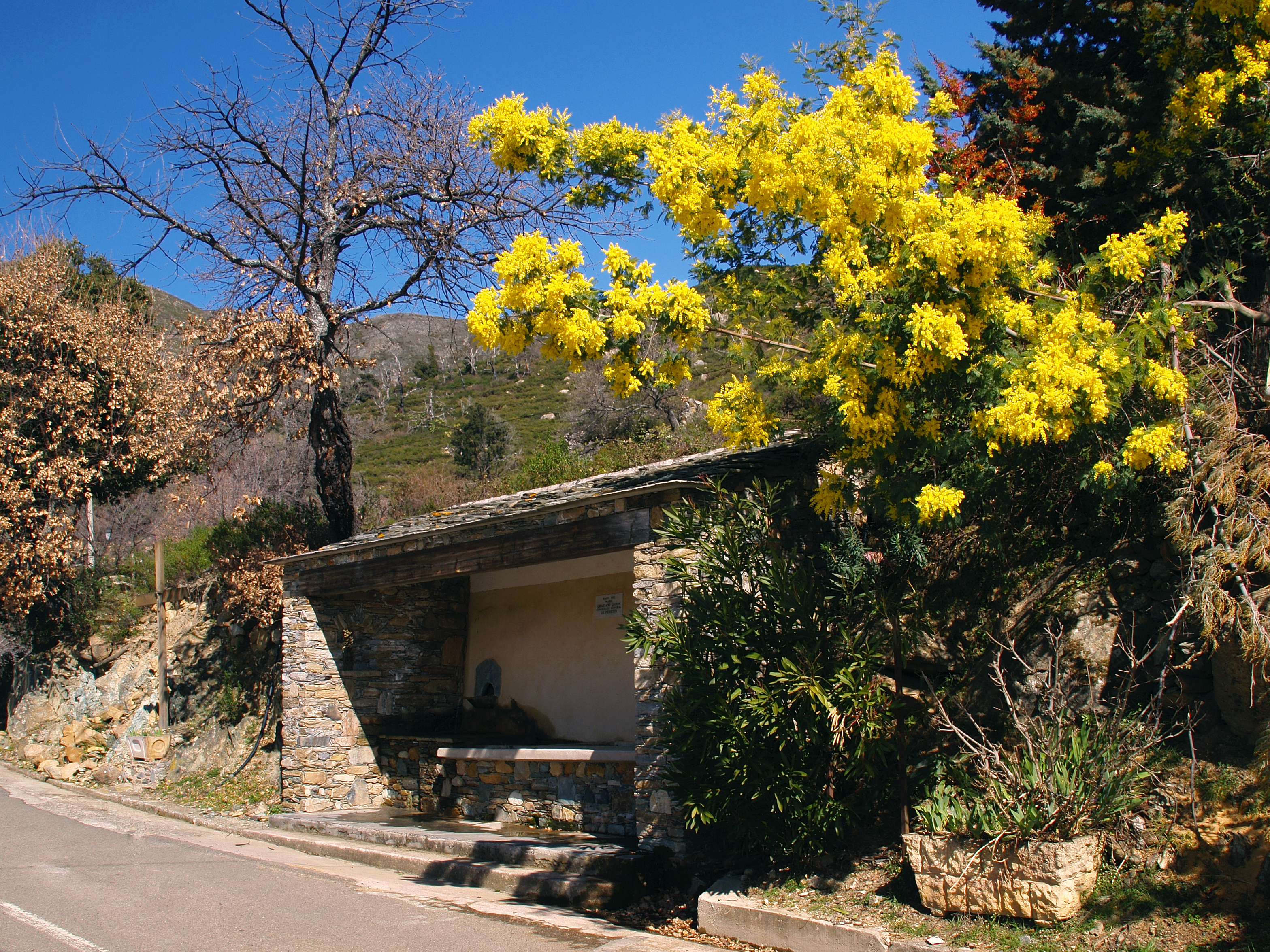